# 자동 완성

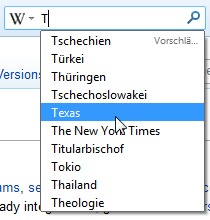
모질라 파이어폭스의 검색 상자의 자동 완성.

자동 완성(autocomplete), 단어 완성(word completion)은 사용자가 입력한 낱말의 나머지 부분을 응용 프로그램이 예측하는 기능이다. 그래픽 사용자 인터페이스에서 사용자들은 일반적으로 탭 키를 사용하여 제안을 수락하거나 아래 방향키를 사용하여 그 중 하나를 수락할 수 있다.
자동 완성은 텍스트 입력 필드에 몇 개의 문자만 입력한 다음 사용자가 입력을 의도한 낱말을 올바르게 예측할 경우 인간-컴퓨터 상호작용의 속도를 제고시킨다.
일부 단어들이 훨씬 더 일반적이거나(예: 이메일 주소 입력 시), 구조화되고 예측 가능한 텍스트를 쓸 때(예: 소스 코드 편집기) 가능한 단어 수의 제약이 있는 분야(예: 명령 줄 인터프리터)에서 최적으로 동작한다.
수많은 자동 완성 알고리즘들은 사용자가 용어를 몇 번 입력한 뒤 새로운 단어를 익히며 개별 사용자의 학습된 습관에 근거하여 다른 용어를 제안할 수 있다.

## 같이 보기
- 예측 문자
- 증분 검색